# Siphosturmia ruficaudus
Siphosturmia ruficaudus là một loài ruồi trong họ Tachinidae.